# Grýtukollur
Grýtukollur är en bergstopp i republiken Island. Den ligger i regionen Austurland, 400 km öster om huvudstaden Reykjavík. Toppen på Grýtukollur är 848 meter över havet.
Runt Grýtukollur är det mycket glesbefolkat, med 2 invånare per kvadratkilometer. Närmaste större samhälle är Seyðisfjörður, omkring 25 kilometer sydost om Grýtukollur. Trakten runt Grýtukollur består i huvudsak av gräsmarker.